# Comitatul Lincoln, Tasmania
Acest articol se referă la Comitatul Lincoln din Tasmania. Pentru alte utilizări ale denominării, vedeți Comitatul Lincoln (dezambiguizare).
Pentru alte sensuri ale numelui Lincoln, vedeți Lincoln (dezambiguizare).

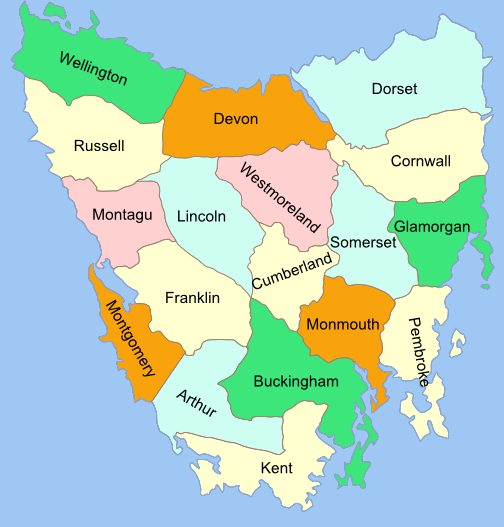
Hartă a diviziunilor administrative ale Tasmaniei.

Comitatul Lincoln, Tasmania, conform originalului Lincoln County, Tasmania, este unul din cele 18 de unități administrative ale insulei Tasmania, unul din cele șase state federale ale Australiei.

## Comitatele Tasmaniei
- Comitatul Arthur
- Comitatul Buckingham
- Comitatul Cornwall
- Comitatul Cumberland
- Comitatul Devon
- Comitatul Dorset
- Comitatul Franklin
- Comitatul Glamorgan
- Comitatul Kent
- Comitatul Lincoln
- Comitatul Monmouth
- Comitatul Montagu
- Comitatul Montgomery
- Comitatul Pembroke
- Comitatul Russell
- Comitatul Somerset
- Comitatul Wellington
- Comitatul Westmoreland